# Mariano Hood
Mariano Hood (* 14. srpna 1973 Buenos Aires) je vysloužilý profesionální argentinský tenista - levák, který se specializuje na čtyřhru.
Během své kariéry vyhrál 13 z 26 finále ve čtyřhře, kterých se zúčastnil. Profesionálně začal hrát v roce 1993, momentálně žije ve svém rodném městě, Buenos Aires. Jeho příjem dosáhl výše 806,888 dolarů, byl trénován Danielem Orsanicem. První titul ve čtyřhře získal v roce 1998 v Santiagu v Chile, poslední získal v roce 2005 v Palermu. 27. října 2003 dosáhl svého nejlepšího umístění ve světové dvacítce.  Přestože měl i jiné partnery, nejvíce svých titulů vyhrál se Sebastiánem Prieto a Lucasem Arnoldem Kerem.
Po nezákonném požití finasteridu byl poté, co se v roce 2005 dostal do čtvrtfinále French Open, vyloučen ITF. Proto měl v plánu odejít do profesního důchodu. Přesto se v roce 2008 vrátil. Naposledy hrál v roce 2009.

## 2008
Na svém prvním turnaji v tomto roce nastoupil v semifinále s José Acasusem na Copa Telmex. O týden později utvořil tým s Eduardem Schwankem, s nímž v Santiagu v Chile Challenger vyhrál ITF Men's Circuit. O svého partnera přišel o dva týdny dřív a spojil se tak s Guillermo Coriou, s nímž se dostal do Naples Challenger semifinále. Následně se s Luisem Hornou dostal do semifinále Monza Challenger. Těsně po tom získal svůj druhý titul v Chaissu ve Švýcarsku s Alberto Martínem v Challenger event. O dva týdny později přišel třetí triumf, když zvítězil nad Marcem Fornellem and Caio Zampierim společně s Guillermo Garcíou Lópezem. Po několika dalších turnajích dostal divokou kartu s Rafaelem Nadalem na šampionát Queen's Club v roce 2008.